# Carl Wilhelm Scheele

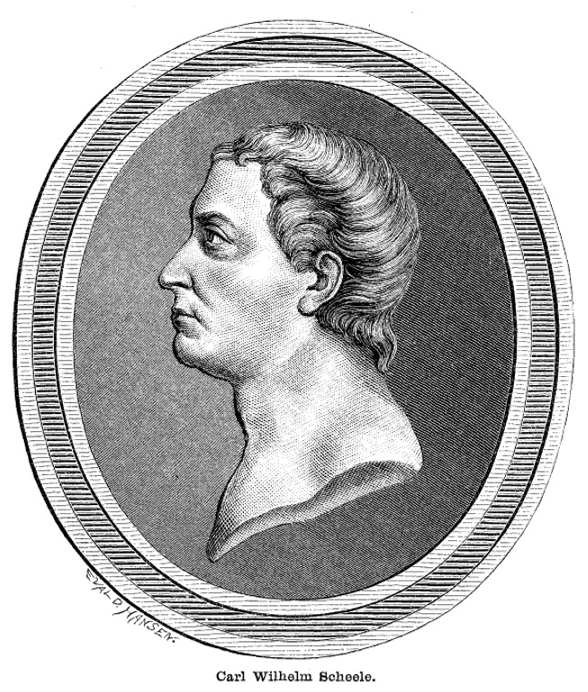
Carl Wilhelm Scheele

Carl Wilhelm Scheele (9 tháng 12 năm 1742 - 21 tháng 5 năm 1786) là một nhà hóa học người Thụy Điển gốc Đức. Ông được Isaac Asimov gọi ông là "Scheele không may mắn" (hard-luck Scheele) bởi vì ông đã thực hiện một số phát hiện hóa chất trước khi những người khác thường được công nhận là người đầu tiên phát hiện. Ví dụ, Scheele phát hiện ra oxy (mặc dù Joseph Priestley đã xuất bản phát hiện của mình trước), và xác định molipđen, wolfram, bari, hydro, và clo trước Humphry Davy, ngoài ra còn các trường hợp khác nữa. Trong cuộc đời của mình, ông thích dùng tiếng Đức hơn tiếng Thụy Điển và ông nói tiếng Đức trong suốt cuộc đời của mình bởi những dược sĩ Thụy Điển thời đó thường dùng tiếng Đức.

## Tiểu sử
Scheele sinh ra ở Stralsund, Tây Pomerania, Đức (tại thời điểm đó thuộc quyền kiểm soát của Thụy Điển). Thay vì trở thành một thợ mộc như cha của mình, Scheele quyết định trở thành một dược sĩ. Sự nghiệp dược sĩ của ông đã bắt đầu với dược sư tập sự của mình tại Gothenburg với Martin Andreas Bauch, một người quen trong gia đình khi chỉ mới mười bốn tuổi. Ông giữ cương vị này trong tám năm trước khi trở thành thư ký của một dược sư ở Malmö. Sau đó, Scheele làm dược sĩ tại Stockholm, từ 1770-1775 tại Uppsala, và sau này ở Köping.

## Phát hiện
Carl Wilhelm Scheele đã khám phá ra rất nhiều acid, có thể kể đến như: acid tartaric, acid oxalic, acid uric, acid lactic, acid citric (acid hữu cơ), axit flohydric, axit xianhidric và acid arsenic (acid vô cơ).